# Хазан Наталія Вікторівна
Хазан Наталія Вікторівна (нар. 15 серпня 1981, Дніпро) — продюсер кіно, українська волонтерка, громадська діячка, співзасновниця музею «Громадянський подвиг Дніпропетровщини в подіях АТО» та співавторка унікального панорамного фільму в форматі 360 градусів «Дніпро — форпост України» про Російсько-українську війну з 2014 року. Депутат Дніпропетровської обласної Ради, радник з питань культури голови Дніпропетровської обласної Ради. Директор Благодійного культурного фонду Ади Роговцевої "АРТ А". Директор Продюсерської компанії "БРАХА"
Заслужена діячка мистецтв України.

## Життєпис

### Освіта
- Києво-Могилянська бізнес-школа, курс менеджменту.
- Дніпропетровський національний університет, «міжнародна інформація».
- Школа молодого політика при Дніпропетровській облдержадміністрації.
- Кіївська вища школа PR-технологій.
- Міжнародний інститут бізнесу, курс фінансового менеджменту.

### Професійна діяльність
- 1998—2001 — журналістка у газетах «Зоря», «Вісті Придніпров'я», на телеканалі СТБ (Вікна-новини)
- 1999 — авторка документальної стрічки «Коли ударять дзвони» про екологічну ситуацію в Україні
- 2000—2002 — помічник народного депутата Віктора Хазана у Верховній раді України III скл (Партія Зелених України)
- 1999—2007 — заступник голови у Дніпропетровській міській організації Партії Зелених України
- 2003—2007 — співзасновник, комерційний директор у консалтинговому агентстві «Prosto»
- 2007—2011 — співзасновник, директор компанії «Маркетинг міністрі»
- 2011—2014  продюсер в продакшн-студії «Ракета фільм».
- 2012 — продюсер презентаційної стрічки «Для чого потрібна митниця»

2014 -2015  — волонтерка благодійної організації «Фонд оборони країни», що займається збором допомоги для воїнів АТО. Також займається іншою волонтерською діяльністю для підтримки бійців АТО/ООС, наприклад в 2015 році створила проект «Вокзал-Дніпро» — місце відпочинку бійців на залізничному вокзалі Дніпра, проект «Лист Солдату». З 2016 допомагає організовувати безкоштовні медогляди для волонтерів у Дніпровській лікарні Мечникова.
2015 — продюсер документальної стрічки «War for Peace», створену зі 120 годин документального матеріалу з фронту, який режисер Євген Тітаренко знімав під час роботи парамедиком у батальйоні «Госпітальєри». Прем'єра стрічки відбулась в рамках «Українських днів кіно» в Лондоні, США та Канаді.
2016 в Дніпрі було відкрито перший в Україні музей про російсько-українську війну на Сході України, «Громадянський подвиг Дніпропетровщини в подіях АТО», одним зі співзасновників якого була Наталія Хазан. 2016 року було відкрито вуличну, а 2017 — внутрішню експозицію музею. 
2017—2018 продюсер панорамих фільмів у форматі 360° «Дніпро — форпост України» для Музею АТО в Дніпрі та англомовної версії «Dnipro — outpost of Ukraine». Це перші в світі стрічкі в такому форматі, які зроблені переважно з документальної хроніки, де зображення транслюється одночасно на чотири стіни. Режисер фільмів — Євген Тітаренко. 
У 2018 фільм "Dnipro - outpost of Ukraine" було переведено у віртуальну реальність за підтримки  Українського культурного фонду і посилання було розіслано МЗС на посольства та консульства всіх країн світу.
2018 - продюсер «Битва за Дніпро» про форсування Дніпра 1943 року, створений для Діорами Дніпропетровського історичного музею.
2018 — продюсер документального фільму «Шляхами Героїв» про транформацію школярів після відвідування туру патріотичного виховання.
2018 - 2019 - автор та продюсер документальних фільмів-інтервью "Обличчя Дніпровського Майдану".
2019 — автор ідеї та продюсер фільму про Дніпропетровську область «Dnipro Region», режисер Євген Тітаренко.
2019 — продюсер фільму «Праведники» про праведників народів світу, що жили у Дніпропетровській області. Фільм було створеноро за підтримки Інституту вивчення історії Голокосту «Ткума» та Дніпропетровської ОДА.
2019 — ко-продюсер фільму «Вітер зі сходу» про Аду Роговцеву, створеного за підтримки Українського культурного фонду.
2020 - виконавчий продюсер документальної стрічки Євгена Тітаренка  "Евакуація", створеної за підримки Державного агентства з питань кіно.
2021 - стала радником з питань культури голови Дніпропетровської обласної ради.
2021 - продюсер документального фільму "Чорнобиль 35" створеного з режисером Євгеном Тітаренко до річниці трагедії на Чорнобильській АЕС.
2021 - продюсер двосерійного документального фільму "90-ті. Пролог" створеного до 30-річчя Незалежності України, режисер Євген Тітаренко.
2021 - продюсер музичного фільму "Козацькі пісні. Спадщина ЮНЕСКО" про унікальні колективи які визнані спадщиною ЮНЕСКО, режисер Євген Тітаренко,  хореограф-постановник Олексій Скляренко. 
2023 - продюсер документальної стрічки "Східний фронт", яка знімалась з першого дня повномаштабного вторгнення і прем'єра відбулась у конкурсі на 73-му Міжнародному Берлінському кінофестивалі на роковини повномаштабного вторгнення. Режисери Євген Тітаренко та Віталій Манський. Виробництво Україна, Латвія, Чехія, США. Після великого успіху картини на Берлінале, фільм проїхав більше 50 країн міжнародними фестивалями класу А. 
2024 - ко-продюсер документального фільму "War Correspondent", в якій відомий чеській військовий кореспондент Martin Dorazin відправляється на війну в Україну разом з чеською командою. Режисери - David Čálek і Benjamib Tućek, продюсер - Václav Flegl. Виробництво Чехія, Україна. Прем'єра стрічки відбулась на Варшавському Міжнародному фестивалі, де вона отримала приз "За кращий документальний фільм".
2024 - ко-продюсер документального фільму "Iron" режисера Віталія Манського, прем'єра якого відбулась на IDFA. 
2025 - ко-продюсер документального фільму "Час підльоту", в якій як на полотні Брейгеля одночасно розгортаються різноманітні сюжети і показують щоденну героїчну боротьбу українського народу проти російського агресора. Режисер - Віталій Манський. Виробництво - Латвія, Чехія, Україна. Прем'ера на 75-му Міжнародному Берлінському кінофестивалі. 

## Сім'я
- брат — український громадський та політичний діяч, депутат Дніпропетровської обласної ради, полковник ЗСУ Павло Хазан
- батько — український учений, політик, літератор Віктор Хазан
- мати —  хірург-стоматолог Дейнега Алла Григорівна
- бабуся — український літературознавець і критик; професор, завідувач кафедри української літератури Дніпропетровського університету Клавдія Фролова

## Нагороди
- Фільм «Дніпро — форпост України» — номінант Премії ім. Тараса Шевченка (за ініціативи Ади Роговцевої)[2]
- відзнака Президента України «За гуманітарну участь в антитерористичній операції» серія ВА № 00500
- відзнака Генерального Штабу України «За заслуги перед Збройними Силами України» № 438
- нагрудний знак «Знак пошани» Міністра оборони України № 767
- орден «За Оборону Країни» № 0599
- медаль «За особисті заслуги та значний внесок у розбудову Дніпропетровської області» № 126
- відзнака голови Дніпропетровської облдержадміністрації «За розвиток регіону», № 688/2015
- пам'ятна медаль «Захиснику відчизни», наказ № 1120рк
- медаль «За жертовність і любов до України»
- Заслужена діячка мистецтв України (2021)[4]